# (1341) Edmée
(1341) Edmée ist ein Asteroid des Hauptgürtels, der am 27. Januar 1935 vom belgischen Astronomen Eugène Joseph Delporte in Ukkel entdeckt wurde.
Der Asteroid wurde nach der französischen Astronomin Edmée Chandon benannt.